# Ardisia biflora
Ardisia biflora är en viveväxtart som beskrevs av George King och Gamble. Ardisia biflora ingår i släktet Ardisia och familjen viveväxter. Inga underarter finns listade i Catalogue of Life.